# إليزابيث أوجيلفي
إليزابيث أوجيلفي (بالإنجليزية: Elisabeth Ogilvie)‏ (20 مايو 1917 - 9 سبتمبر 2006)؛ روائية أمريكية. درست في جامعة هارفارد.